# White Lightnin'
Pour plus de détails, voir Fiche technique et Distribution.
White Lightnin' est un film britannique, réalisé par Dominic Murphy, sorti en 2009.

## Synopsis
White Lightnin' s'inspire de la vie de Jesco White, un danseur de clogging.

## Fiche technique
- Titre : White Lightnin'
- Réalisation : Dominic Murphy
- Scénario : Eddy Moretti, Dominic Murphy et Shane Smith
- Musique : Nick Zinner
- Photographie : Tim Maurice-Jones
- Montage : Sam Sneade
- Production : Mike Downey et Sam Taylor
- Société de production : Film and Music Entertainment, Mainframe Productions, The Salt Company International et Vice Studios
- Société de distribution : Haut et Court (France)
- Pays :  Royaume-Uni
- Genre : Biopic et drame
- Durée : 92 minutes
- Dates de sortie : 
  -  Royaume-Uni : 25 septembre 2009
  -  France : 17 février 2010

## Distribution
- Edward Hogg : Jesco White
- Carrie Fisher : Cilla
- Stephanie Astalos-Jones : Birty May
- Kirk Bovill : Long
- Muse Watson : D. Ray White